# Raouliopsis pachymorpha
Raouliopsis pachymorpha là một loài thực vật có hoa trong họ Cúc. Loài này được (Wedd.) S.F.Blake miêu tả khoa học đầu tiên năm 1938.